# Olly Blanchflower
Olly Blanchflower (auch Ollie Blanchflower; * 5. Februar 1952 in Axminster, Devon) ist ein britischer Jazz- und Improvisationsmusiker (Kontrabass), der auch im Bereich der Folkmusic tätig ist.

## Wirken
Blanchflower spielte 1983 in der Formation Mummy, zu der auch der Schlagzeuger Terry Day und die Sängerin Maggie Nicols gehörten. In den folgenden Jahren arbeitete er mit Ken Hyders Talisker (Humanity, 1986), Kazuho Hohki & Steve Beresford (Kazuko Hohki Chante Brigitte Bardot) und mit Mike Cooper/Cyril Lefebvre.
Ab Ende der 1980er Jahre arbeitete er mit der Singer-Songwriterin Melanie Harrold zusammen; die beiden legten seit 1988 mehrere Alben vor.
Ab den 1990er-Jahren gehörte Blanchflower den Gruppen von Lol Coxhill an, u. a. dessen Unlaunched Orchestra (Out to Launch, 2001). 2011 spielte er im Free Trio mit Loz Speyer und Tony Marsh (Open Territory)  und in The People Band (Live at Cafe Oto, 2016).
1989 war Blanchflower an dem Album Therapy von Loudon Wainwright III beteiligt; außerdem nahm er mit dem Folk-Duo Jan & Ilse (Pearl in the Wreckage, 1994) auf. Des Weiteren begleitete er den Sänger Chris Jagger 2022 bei einer Italien-Tournee.